# جوشوا سميتس
جوشوا سميتس (بالهولندية: Joshua Smits) (6 نوفمبر 1992 بنايميخن في هولندا - ) هو لاعب كرة قدم هولندي في مركز حراسة المرمى. لعب مع إن إي سي نيميخن وتوب أوس ودي تريفيرز ‏.

## روابط خارجية
- جوشوا سميتس على موقع اتحاد النرويج (النرويجية)
- جوشوا سميتس على موقع قاعدة بيانات كرة القدم.إي يو (الإنجليزية)
- جوشوا سميتس على موقع Soccerway.com (الإنجليزية)
- جوشوا سميتس على موقع عالم كرة القدم.نت (الإنجليزية)